# Argulus canadensis
Argulus canadensis är en kräftdjursart som beskrevs av C. B. Wilson 1916. Argulus canadensis ingår i släktet Argulus och familjen karplöss. Inga underarter finns listade i Catalogue of Life.